# Oskar Edel
Emil Oskar Edel (* 23. September 1892 in Ottendorf; † 14. Juli 1958 in Dresden) war ein deutscher Politiker (SPD/USPD/SED). Er war sowohl in der Weimarer Republik als auch in der jungen DDR Mitglied des Sächsischen Landtages.

## Leben
Edel besuchte die Volksschule und absolvierte eine Lehre zum Buchdrucker. Anschließend arbeitete er in diesem Beruf und als Redakteur. Im Jahr 1908 trat er der Sozialdemokratischen Partei Deutschlands (SPD) bei. 1917 wechselte er zur Unabhängigen Sozialdemokratischen Partei Deutschlands (USPD) und war Redakteur der Unabhängigen Volkszeitung in Dresden. In den Jahren 1917 bis 1922 war Edel Mitglied des USPD-Bezirksvorstandes Dresden-Ostsachsen. Im Jahr 1922 wurde Edel wieder Mitglied der SPD. Von 1922 bis 1933 war er Mitglied des Sächsischen Landtags, zwischen 1926 und 1929 auch Vorsitzender und von 1930 bis 1933 stellvertretender Vorsitzender der SPD-Landtagsfraktion. Von 1923 bis 1928 war Edel stellvertretender Vorsitzender des Unterbezirks Groß-Dresden der SPD sowie des Bezirks Ostsachsen der SPD. In den Jahren 1925 bis 1928 fungierte Edel als Vorsitzender des Landesausschusses für sozialistische Bildungsarbeit, von 1928 bis 1933 als Mitglied des Reichsparteiausschusses der SPD. Ab 1924 war er auch Mitglied und später Vorsitzender des Landesarbeitsausschusses der SPD (bis 1933). Im Jahr 1923 gehörte Edel zu den Befürwortern einer sozialdemokratisch-kommunistischen Einheitsfront. Ministerpräsident Erich Zeigner berief ihn 1923 in die Redaktion der Sächsischen Staatszeitung (bis 1924). Edel war von 1930 bis 1933 auch ehrenamtliches Mitglied des Stadtrates von Dresden sowie ab 1927 Mitarbeiter der Zeitschrift Der Klassenkampf. Als Nachfolger von Arthur Arzt war er von Mitte 1928 bis 1933 Vorsitzender des SPD-Bezirks Dresden. Edel war im Jahr 1931 Gegner der SAP-Gründung.
Nach der Machtergreifung durch die Nationalsozialisten 1933 betätigte sich Edel weiterhin illegal für die SPD. Er emigrierte im Frühjahr 1933 in die Tschechoslowakei. Im Herbst 1933 wurde er zum Vorsitzenden der Auslandsleitung der ostsächsischen SPD gewählt. Am 3. März 1936 wurde Edel von den Nationalsozialisten ausgebürgert. Im Jahr 1939 emigrierte Edel nach Schweden. Er leitete dort die SPD-Ortsgruppe Malmö und war Befürworter der Zusammenarbeit mit der KPD und der Bewegung „Freies Deutschland“. Er verfasste das „Sozialistische Manifest – Grundsätzliche Betrachtungen und Forderungen“ (Informationen der SPD-Malmö, 15. August 1944) zur politischen Arbeit der SPD nach dem Kriege. Ab Dezember 1944 war er Mitglied der in Stockholm gewählten Landesleitung der SPD (bis 1947).
Im Sommer 1947 kehrte Edel nach Deutschland, in die Sowjetische Besatzungszone, zurück und wurde Mitglied der SED. In den Jahren 1947 bis 1949 war Edel Mitglied des SED-Landessekretariates Sachsen (zuständig für die Abteilung Verwaltung und Kommunalpolitik). Von 1949 bis 1951 war er Leiter der Abteilung Staatliche Verwaltung beim SED-Landesvorstand. 1951/52 wirkte er als Abteilungsleiter im sächsischen Ministerium für Wirtschaft und Arbeit. Von Juli 1950 bis 1952 war Edel Mitglied des Sächsischen Landtages, 1951/52 dort stellvertretender Vorsitzender der SED-Fraktion sowie Vorsitzender des Rechts- und Justizausschusses. Anschließend gehörte er von 1952 bis 1955 als Mitglied dem Bezirkstag Dresden an. Edel war zuletzt Verbandssekretär im Verband der Wohnungsbauunternehmen des Bezirkes Dresden.

## Schriften (Auswahl)
- Die Gegenrevolution, ihr Vorstoß, ihre Ursachen und ihre Lehren für die Arbeiterklasse. Dresden 1920.
- Die sächsische Frage. Zur Beurteilung der Ursachen und Wirkungen des sächsischen Parteikonflikts. Leipzig 1925.
- Kommunistische Parolenpolitik oder sozialistischer Klassenkampf. Dresden 1927.